# 黑火引擎
黑火引擎（Darkfire Engine）是搜狐暢遊开发的3D游戏引擎。最早使用在《代号X7》（軒轅劍七网游早期的内部研发代号）,由几个不同的模块化组件拼接而成，当中包括“Scrum 敏捷开发”模式。黑火引擎（Darkfire Engine）的好处是方便团队创作/改进游戏、比其他游戏更能够及时收到玩家的意见并得到反馈。
其核心是由若干个可拼接的组件构成，这种模块化组件自由度高，支持第三方中间件技术，我们可以根据游戏的需求去改进和创作；同时轩迷知道“黑火”在轩辕剑剧情设定里是一种能量元素，也可以理解为它能够为游戏注入能量，使之保证畅游多年积累的游戏理念可以完美融入到次世代游戏当中。

## 外部連結
- （简体中文）《軒轅劍七》官方網站（页面存档备份，存于）
- 代号X7 - 畅游次世代计划GAME+概念官网（页面存档备份，存于）